# Jermaine Eluemunor
* solo in precampionato e/o in squadra di allenamento
Jermaine Eluemunor (Chalk Farm, 13 dicembre 1994) è un giocatore di football americano inglese che milita nel ruolo di offensive tackle per i New York Giants della National Football League  (NFL).

## Carriera

### Baltimore Ravens
Eluemunor al college giocò a football con i Texas A&M Aggies dal 2014 al 2016. Fu scelto nel corso del quinto giro (159º assoluto) nel Draft NFL 2017 dai Baltimore Ravens. Debuttò come professionista subentrando nella gara del terzo turno contro i Jacksonville Jaguars. Nella settimana 6 disputò la prima gara come titolare contro i Chicago Bears. La sua prima stagione si concluse con 8 presenze, di cui 2 come titolare, venendo inserito nella formazione ideale dei rookie dalla Pro Football Writers of America.

### New England Patriots
Nel 2019 Eluemunor firmò con i New England Patriots.

### Miami Dolphins
Il 14 giugno 2021 Eluemunor firmò con i Miami Dolphins. Fu svincolato il 24 agosto 2021.

### Jacksonville Jaguars
Il 28 agosto 2021 Eluemunor firmò con i Jacksonville Jaguars. Fu svincolato tre giorni dopo.

### Las Vegas Raiders
Il 2 settembre 2021 Eluemunor firmò con i Las Vegas Raiders, giocando da titolare tre partite in stagione.. Il 25 marzo 2022 rifirmò per un altro anno con i Raiders. Nella stagione 2022 giocò tutte le 17 partite stagionali da tackle di destra titolare. Il 19 marzo 2023 rifirmò per la squadra di Las Vegas. In stagione giocò tutte le 17 gare stagionali di cui 14 da titolare.

### New York Giants
Il 13 marzo 2024 Eluemunor firmò per i New York Giants.

## Palmarès
- PFWA All-Rookie Team - 2017